# Edward Williams (remer)
Edward Gordon Williams (Honiton, Devon, 20 de juliol de 1888 – França, 12 d'agost de 1915) va ser un remer anglès que va competir a començaments del segle xx. Morí en acció durant la Primera Guerra Mundial.
Nascut a Honiton, estudià a Eton i al Trinity College de la Universitat de Cambridge. El 1908 i 1909 va prendre part en la Regata Oxford-Cambridge. El 1908 disputà els Jocs Olímpics de Londres, on guanyà la medalla de bronze en la prova del vuit amb timoner del programa de rem.
Williams fou nomenat administrador colonial a la Rhodèsia del Nord-oest. Durant la Primera Guerra Mundial va servir com a tinent de la Grenadier Guards. Morí en acció prop de Béthune i va ser enterrat al proper cementiri de St. Venant.